# Olajzöld nektármadár
Az olajzöld nektármadár (Cyanomitra olivacea vagy Nectarinia olivacea) a madarak (Aves) osztályának a verébalakúak (Passeriformes) rendjébe, ezen belül a nektármadárfélék (Nectariniidae) családjába tartozó faj.

## Előfordulása
Angola, Benin, Burundi, Dél-Szudán, Kamerun, a Közép-afrikai Köztársaság, a Kongói Demokratikus Köztársaság,
a Kongói Köztársaság, Elefántcsontpart, Egyenlítői-Guinea, Etiópia, Gabon, Ghána, Guinea, Bissau-Guinea, Kenya, Libéria, Malawi, Mali, Mozambik, Nigéria, Ruanda, São Tomé és Príncipe, Szenegál, Sierra Leone, Szomália, a Dél-afrikai Köztársaság, Szváziföld, Tanzánia, Togo, Uganda, Zambia és Zimbabwe területén honos.

## Alfajai
- Cyanomitra olivacea changamwensis
- Cyanomitra olivacea neglecta
- Cyanomitra olivacea alfredi
- Cyanomitra olivacea olivacina
- Cyanomitra olivacea olivacea